# 29 tháng 1
Ngày 29 tháng 1 là ngày thứ 29 trong lịch Gregory. Còn 336 ngày trong năm (337 ngày trong năm nhuận).

## Sự kiện
- 757 – An Khánh Tự hợp mưu cùng những người khác sát hại cha là Hoàng đế Đại Yên-Thủ lĩnh loạn An Sử An Lộc Sơn nhằm kế vị, tức ngày 5 tháng 1 năm Đinh Dậu.
- 863 - Quân Nam Chiếu đánh chiếm Giao Chỉ, An Nam đô hộ Sái Tập của triều Đường nhảy xuống biển tự tử, tức ngày Canh Ngọ (7) tháng 1 năm Quý Mùi.
- 904 – Giáo hoàng Sergiô III ngưng nghỉ hưu để đoạt lấy quyền vị từ Giáo hoàng đối lập Christopher bị phế truất.
- 1258 – Quân Mông Cổ bị quân Đại Việt tập kích, bị thiệt hại nặng, rút lui khỏi Đông Bộ Đầu và Thăng Long (24 tháng 12 năm Đinh Tỵ).
- 1616 – Hai người Hà Lan Jacob le Maire và Willem Schouten đi thuyền vòng qua mũi Sừng ở cực nam quần đảo Tierra del Fuego tại Nam Mỹ
- 1856 – Nữ vương Victoria của Anh Quốc thành lập Huân chương Chữ thập Victoria.
- 1861 – Kansas được nhận làm tiểu bang thứ 34 của Hợp chúng quốc Hoa Kỳ.
- 1871 – Chiến tranh Pháp-Phổ: Trận Pontarlier bắt đầu.
- 1877 – Chiến tranh Tây Nam bắt đầu tại Nhật Bản giữa triều đình trung ương và phiên Satsuma.
- 1886 – Karl Benz có bằng sáng chế cho ô tô chạy bằng xăng thành công đầu tiên.
- 1929 – Tiểu thuyết phản chiến Phía Tây không có gì lạ của cựu binh Đức Erich Maria Remarque được phát hành.
- 1943 – Chiến tranh thế giới thứ hai: Trong ngày đầu tiên của Trận chiến đảo Rennell ở Quần đảo Solomon, lực lượng Nhật Bản phóng ngư lôi vào tàu tuần dương hạng nặng USS Chicago của Hoa Kỳ, khiến nó hư hại nặng.
- 1959 – Bộ phim Người đẹp ngủ trong rừng của Walt Disney lần đầu được công chiếu.
- 1964 – Thế vận hội Mùa đông IX được khai mạc tại thành phố Innsbruck của Áo.
- 1989 – Hungary trở thành quốc gia đầu tiên thuộc phe cộng sản thiết lập quan hệ ngoại giao với Hàn Quốc.
- 2002 – Tổng thống Hoa Kỳ George W. Bush mô tả "các chính thể tài trợ cho khủng bố" là một Trục ma quỷ, ông liệt kê ba nước Iraq, Iran và Triều Tiên.
- 2010 – Nguyên mẫu Chiến đấu cơ phản lực PAK FA của hãng Sukhoi Nga tiến hành chuyến bay đầu tiên từ sân bay Dzemgi ở vùng Khabarovsk tại Nga.

## Sinh
- 919 – Da Luật Nguyễn, tức Liêu Thế Tông, hoàng đế triều Liêu, tức ngày Giáp Tý (25) tháng 12 năm Mậu Dần (m. 951)
- 1737 – Thomas Paine, tác gia, nhà hoạt động, nhà lý luận người Anh-Mỹ (m. 1809)
- 1824 – Oktavio Philipp von Boehn, tướng lĩnh Phổ (m. 1899)
- 1838 – Edward Morley, nhà khoa học người Mỹ (m. 1923)
- 1843 – William McKinley, Tổng thống Hoa Kỳ (m. 1901)
- 1847 – Hermann von Randow, tướng lĩnh Phổ (m. 1911)
- 1853 – Kitasato Shibasaburo, nhà vi khuẩn học người Nhật Bản, tức 20 tháng 12 năm Nhâm Tý (m. 1931)
- 1860 – Anton Pavlovich Chekhov, thầy thuốc và tác gia người Nga, tức 17 tháng 1 theo lịch Julius (m. 1904)
- 1866 – Romain Rolland, tác gia người Pháp, đoạt giải Nobel (m. 1944)
- 1877 – Georges Catroux, tướng lĩnh và nhà ngoại giao người Pháp (m. 1969)
- 1899 – Cù Thu Bạch, nhà hoạt động chính trị người Trung Quốc (m. 1935)
- 1945 – Ibrahim Boubacar Keïta, Thủ tướng Mali
- 1947 – Linda B. Buck, nhà sinh vật học người Mỹ, đoạt giải Nobel
- 1948 – Cristina Saralegui
- 1953 – Đặng Lệ Quân, ca sĩ người Đài Loan (m. 1995)
- 1953 – Hwang U-seok, nhà sinh vật học người Hàn Quốc
- 1954 – Oprah Winfrey, dẫn chương tình truyền hình, diễn viên, nhà sản xuất người Mỹ
- 1960 – Gia Carangi, người mẫu người Mỹ (m. 1986)
- 1961 – Mochizuki Minetarō, mangaka người Nhật Bản
- 1966 – Romário, cầu thủ bóng đá người Brasil
- 1970
  - Heather Graham, diễn viên người Mỹ
  - Paul Ryan, chính trị gia người Mỹ
- 1982 – Adam Lambert, ca sĩ và diễn viên người Mỹ
- 1984 – Natalie du Toit, vận động viên bơi người Nam Phi
- 1985 – Isabel Lucas, diễn viên người Úc
- 1986 – Sotaro, diễn viên, người mẫu người Mỹ-Nhật
- 1988 – Jessica Iskandar, diễn viên người Indonesia

## Mất
- 1119 – Giáo hoàng Gêlasiô II (Latinh: Gelasius II) (s. 1060)
- 1820 – George III, quốc vương của Anh Quốc (s. 1738)
- 1899 – Alfred Sisley, họa sĩ người Pháp-Anh Quốc (s. 1839)
- 1907
  - Nguyễn Phúc Thụy Thận, phong hiệu Bình Thạnh Công chúa, công chúa con vua Minh Mạng (s. 1829)
  - Trần Tế Xương, tác gia người Việt Nam (s. 1870)
- 1912 – Herman Bang, tác gia người Đan Mạch (s. 1857)
- 1933 – Sara Teasdale, thi nhân người Mỹ (s. 1884)
- 1934 – Fritz Haber, nhà hóa học người Đức, đoạt giải Nobel (s. 1868)
- 1944 – Nguyễn Thị Quang Thái, nhà hoạt động cách mạng người Việt Nam (s. 1915)
- 1962 – Fritz Kreisler, nghệ sĩ violon và nhà soạn nhạc người Áo-Mỹ (s. 1875)
- 1963 – Robert Frost, thi nhân người Mỹ (s. 1874)
- 1992 – Đỗ Thế Chấp, quân nhân người Việt Nam (s. 1922)
- 1998 – Phan Văn Đường, quan cấp cao của Quân đội nhân dân Việt Nam (s. 1921)
- 2001 – Lê Dung, ca sĩ người Việt Nam (s. 1951)
- 2005 – Hoàng Phê, nhà ngôn ngữ học người Việt Nam (s. 1919)
- 2009 – Hélio Gracie, võ sư người Brasil (s. 1913)
- 2011 – Vũ Đình Hòe, luật sư, nhà báo, chính trị gia người Việt Nam (s. 1912)
- 2012 – Oscar Luigi Scalfaro, chính trị gia và quan toàn người Ý (s. 1918)
- 2014 – Trần Chung Ngọc, nhà vật lý học, tác gia người Việt Nam-Mỹ (s. 1931)